# Salbuch des Klosters Naumburg

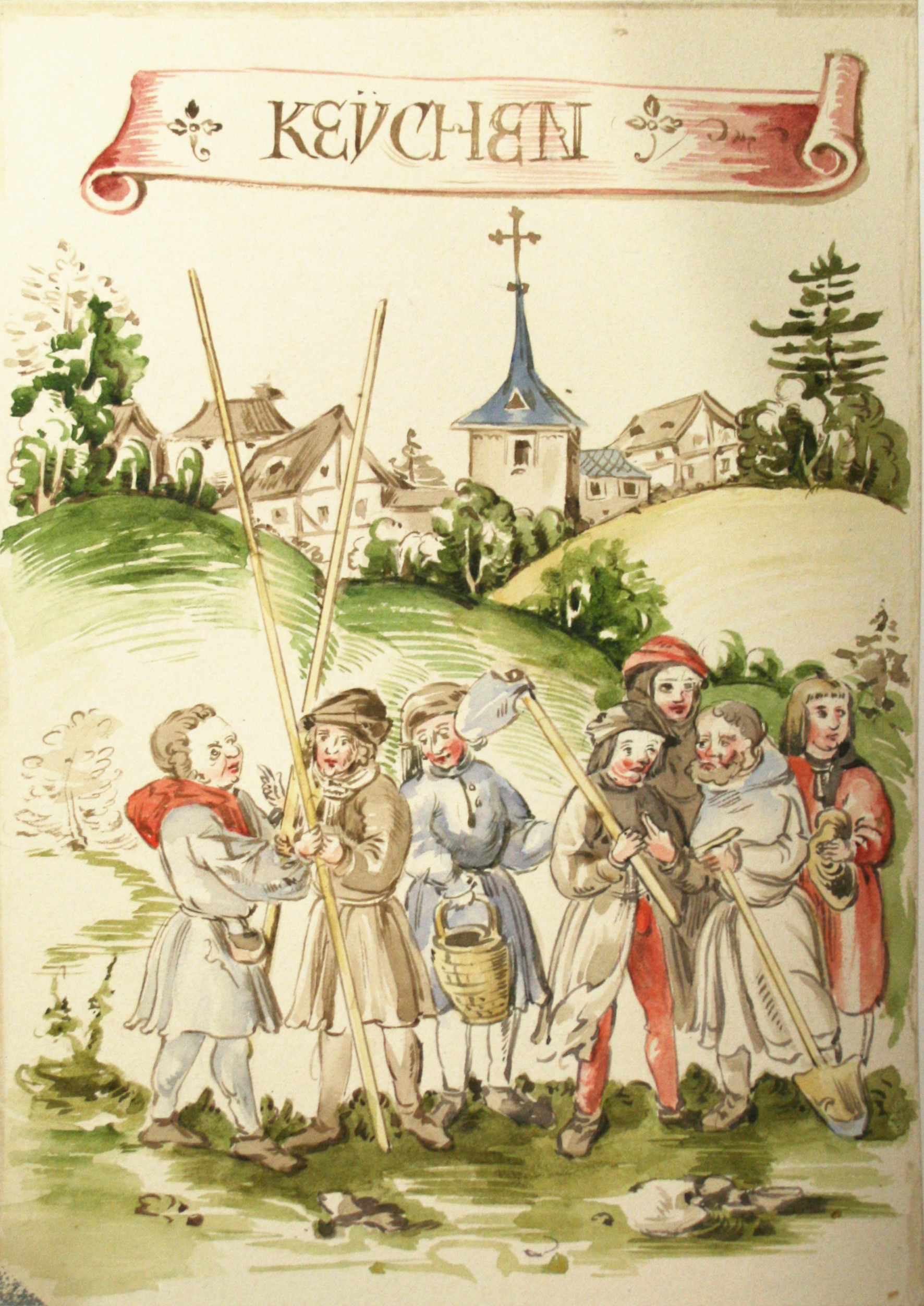
Die Landscheider mit ihrem Werkzeug, im Hintergrund die Ortschaft Kaichen.

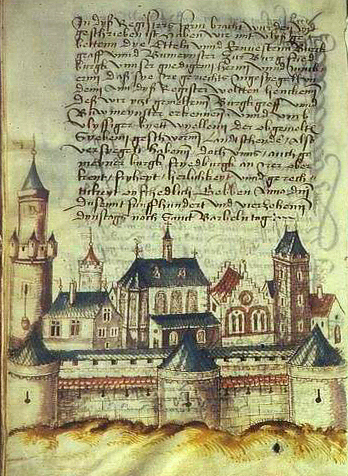
Letzte Seite des Urkundentextes, darunter Ansicht der Burg Friedberg.

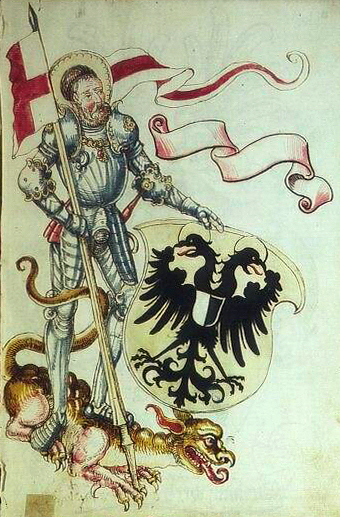
Darstellung des Heiligen Georg als Schutzpatron der Burg.

Das Salbuch des Klosters Naumburg (auch Naumburger Saalbuch) ist ein reich bebildertes Salbuch aus dem frühen 16. Jahrhundert. Es wurde im Cyriacuskloster Naumburg, dem heutigen Schloss Naumburg in der Wetterau, erstellt und befindet sich heute im Hessischen Staatsarchiv Marburg.

## Geschichte
Die Benediktiner-Propstei Naumburg unterstand dem Kloster Limburg an der Haardt. Im 16. Jahrhundert geriet sie in das Interesse konkurrierender Landesherren in der Wetterau. 1505 wurde das Kloster im Landshuter Erbfolgekrieg zerstört. 1509 wurden die Altäre wieder geweiht, allerdings nicht mehr von Limburg, das vom Krieg ebenfalls betroffen war, sondern auf Initiative und mit Unterstützung des Klosters Seligenstadt.
Auch in der Folge hatte die Propstei einen schweren Stand. Sie lag in enger Nachbarschaft zum Gebiet der Burggrafschaft Friedberg, die wiederholt Einfälle auf das Kloster verübte. Mit dem Freigericht Kaichen, das im Nachbarort Kaichen seinen Sitz hatte, kam es häufig zu Grenzstreitigkeiten. Auch das Freigericht geriet seit 1376 allmählich unter die Kontrolle der Burggrafschaft. Als Schutzmacht des Klosters traten wiederholt die Grafen von Hanau in Erscheinung, die in der nahen Burg Windecken ein Zentrum ihrer Territorialherrschaft besaßen und seit dem 13. Jahrhundert die Vogtei über das Kloster innehatten. Nach dem Niedergang des Klosterlebens im 16. Jahrhundert und der Reformation wurde das Kloster schließlich 1561 von Hanau erworben und dessen Wirtschaftsbetrieb als Kellerei Naumburg weitergeführt.
Das Salbuch aus dem Jahr 1514 stellt die Dokumentation einer Grenzbereinigung zwischen dem Kloster und der Ortschaft Kaichen dar. Buchmalerei fand im kleinen Kloster Naumburg nur selten statt, liturgische Bücher wurden meist von außen bezogen. Der Maler ist unbekannt, es könnte sich um einen der Mönche oder auch einen beauftragten Tafelmaler gehandelt haben. Ein weiteres, heute verschollenes Dokument des Klosters aus dem Jahr 1508 kann demselben Künstler zugeordnet werden. Der Wert des Salbuchs wurde erstmals 1731–1734 in dem Quellenwerk Antiquitates Wetteraviae von Johann Adam Bernhard dargestellt.

## Inhalt
Der Text der Urkunde zählt die sieben Landscheider namentlich auf, welche die Gemarkung vermessen und mit Grenzsteinen versehen haben. Darauf erfolgt eine Beschreibung der Grenzen. Die Urkunde schließt mit der Bitte an den Friedberger Burggrafen und den Baumeister, das Dokument zu siegeln, nachdem solichs in dyß Register form bracht wurden und geschrieben ist. Dies geschah am 5. Dezember 1514.
Die Urkunde besteht aus 14 Pergamentblättern, davor zwei und dahinter zehn Papierblätter, die zu einem Buch gebunden wurden. Ein Loch ist auf allen Blättern vorhanden, das zugehörige Siegel der Burg Friedberg jedoch verloren. Die farbigen Illustrationen befinden sich auf den beiden Blättern vor der Urkunde, auf der freigebliebenen unteren Hälfte des letzten Pergamentblattes und den ersten vier daran anschließenden Papierblättern.
- Das Deckelblatt zeigt zusammen mit dem folgenden Blatt zwei ineinander übergehende Bilder: Acht kniende Mönche, wohl die namentlich genannten Insassen des  Klosters, darüber die Gebäude der Naumburg. Sie wenden sich nach rechts, wo auf dem folgenden Blatt die Hauptpatrone des Klosters, Cyriacus und das Heilige Kreuz zusammen mit dem Propst des Klosters dargestellt sind.
- Es folgt die Darstellung des eigentlichen Ereignisses. Die Landvermesser werden mit ihrem Werkzeug vor der Ortschaft Kaichen gezeigt.
- Unter dem Urkundentext Ansicht der Burg Friedberg von Westen.
- Der Heilige Georg als Patron der Burg mit dem Wappen.
- Wappen des amtierenden Burggrafen Eberhard Wais von Fauerbach.
- Wappen der Burgmannen Rudolf Brendel von Homburg und Friedrich von Dorfelden.
- Wappen der Burgmannen Georg Reyprecht von Büdingen und Herrmann Wais von Fauerbach
- Wappen der Burgmannen Heinrich von Selbold und Marquart von Hattstein
- Wappen der Burgmannen Johann von Bellersheim und Georg Löw von Steinfurth.
- Wappen der Burgmannen Cuno Riedesel von Bellersheim und Heinrich von Vilbel.
- Wappen der Burgmannen Diether von Buches zu Staden und Philipp von Düdelsheim.

Wappen der Friedberger Burgmannschaft

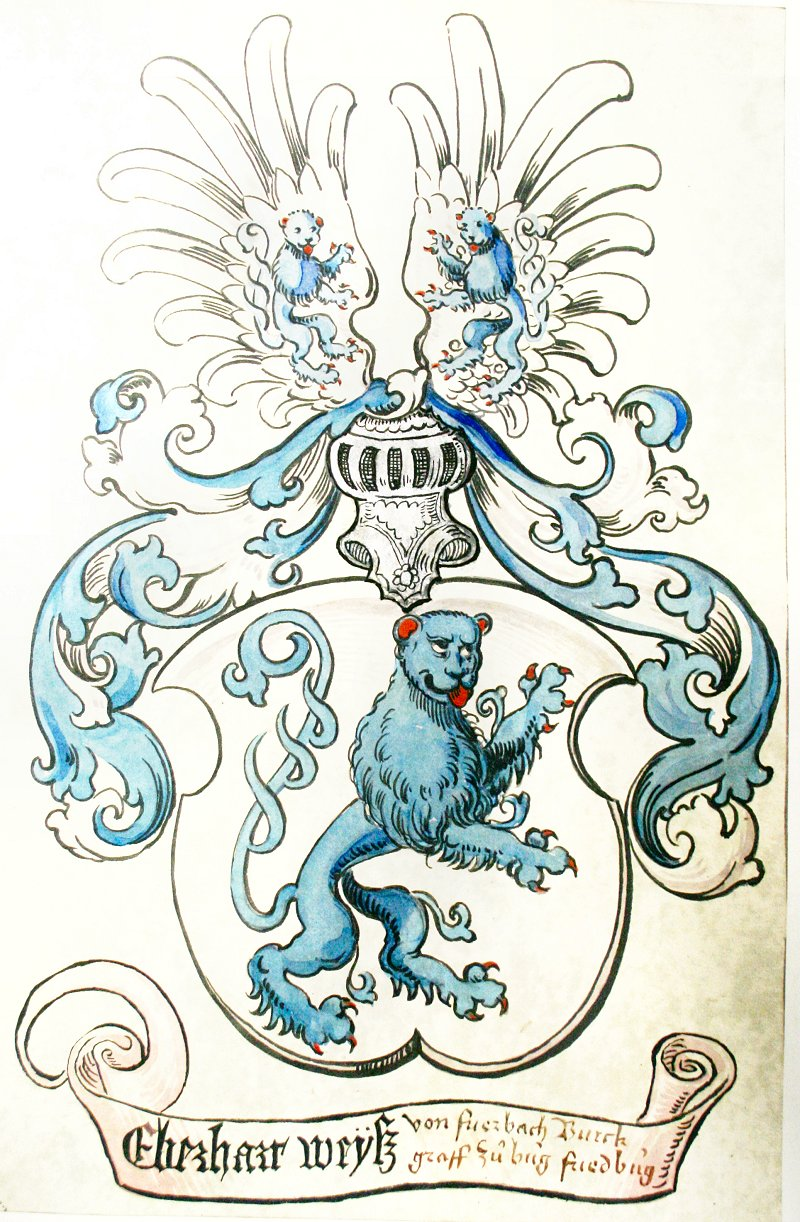
Wappen des Friedberger Burggrafen Eberhard Wais von Fauerbach.
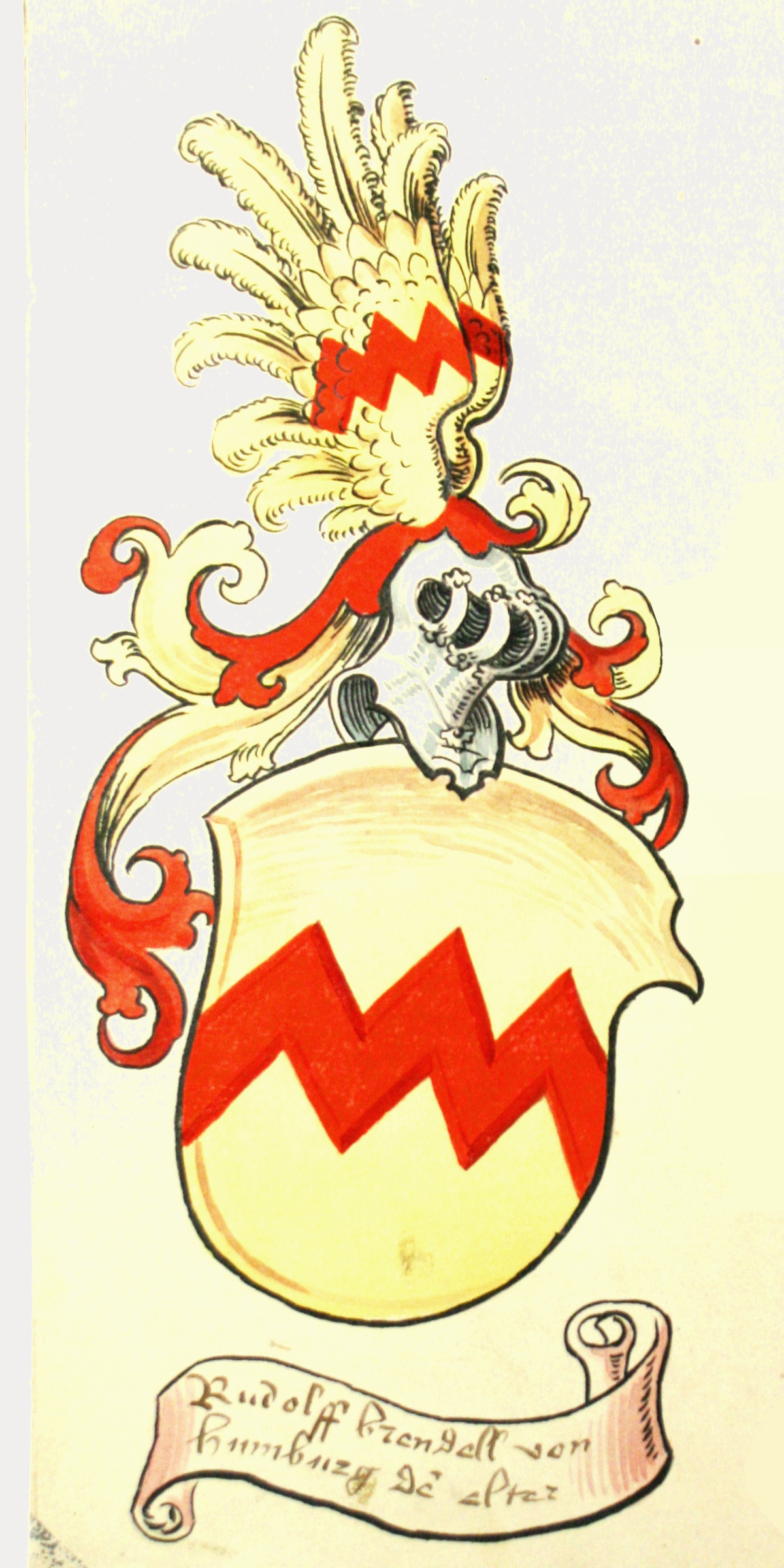
Rudolf Brendel von Homburg.
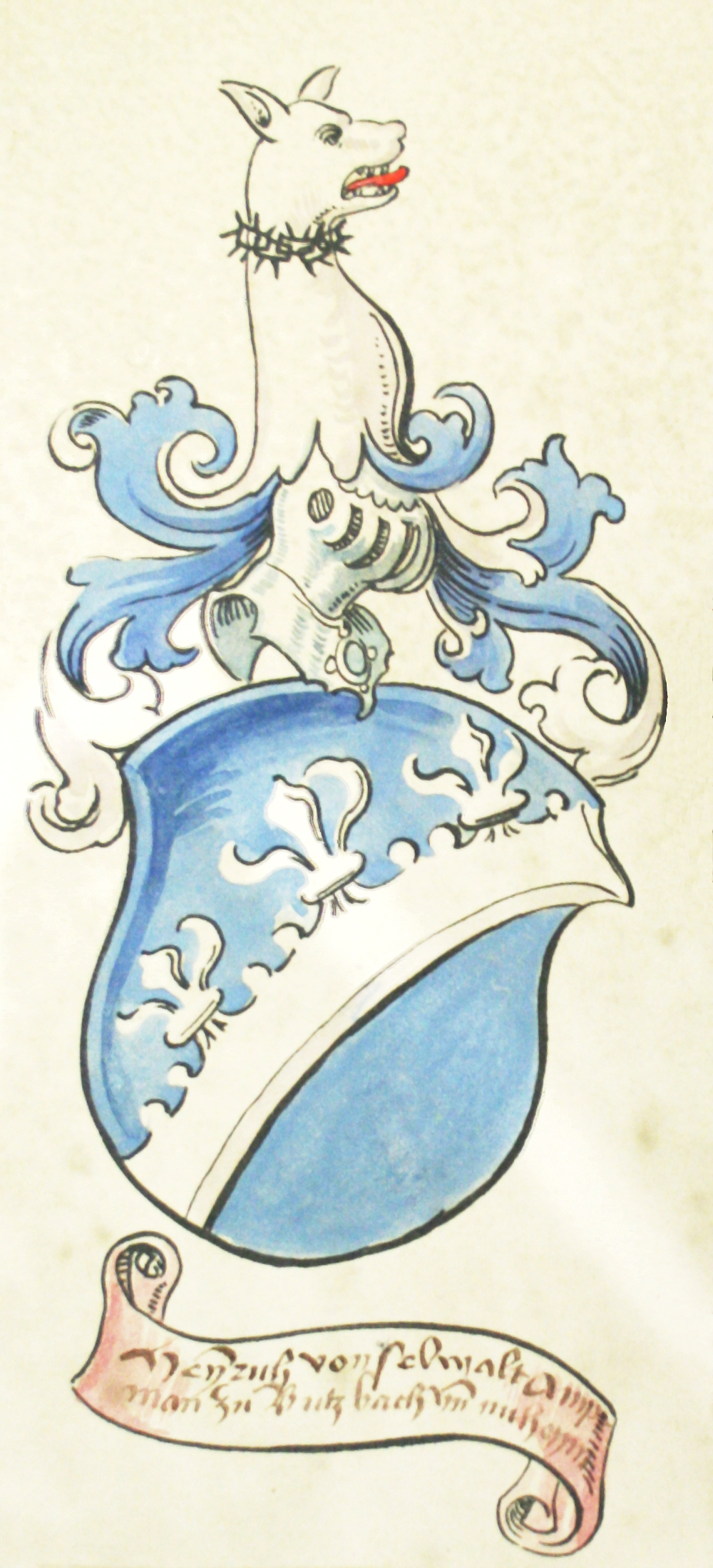
Heinrich von Selbold.
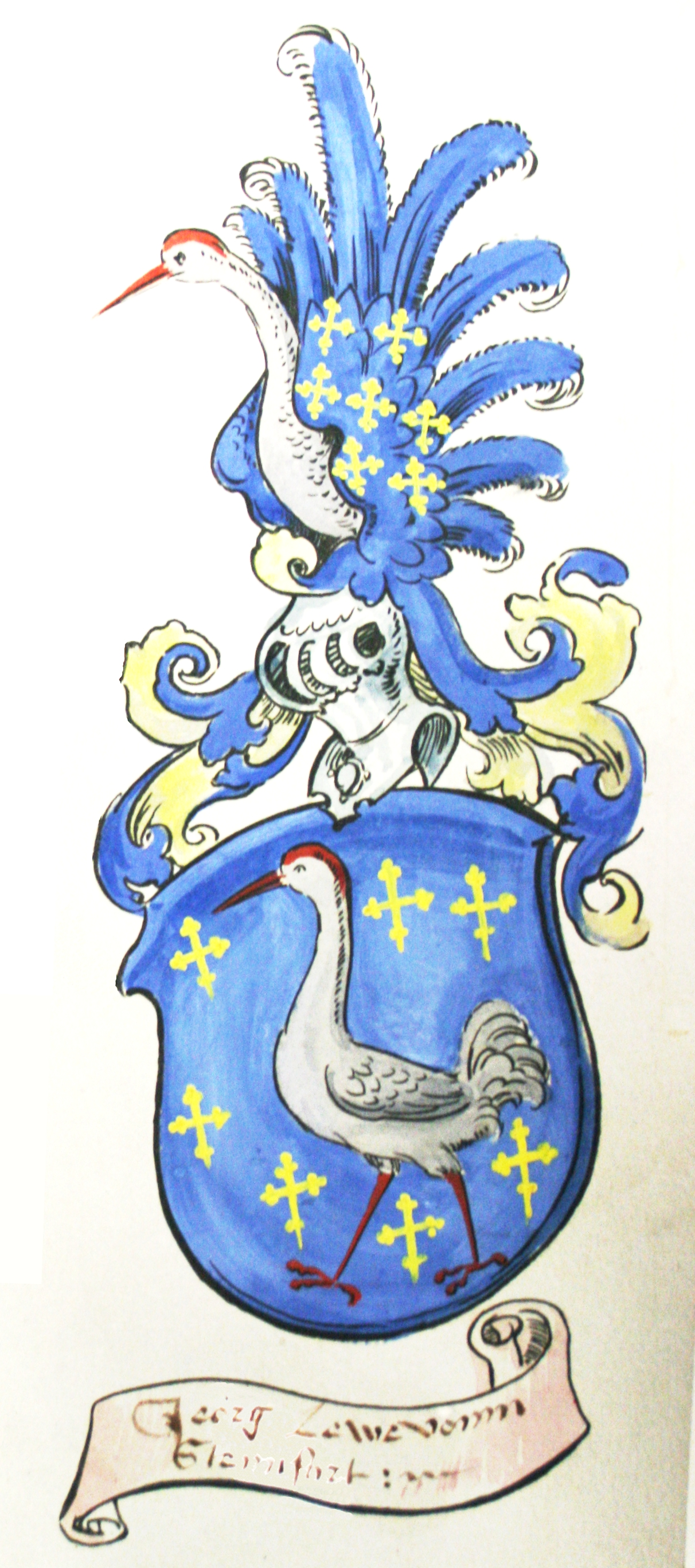
Georg Löw von Steinfurth
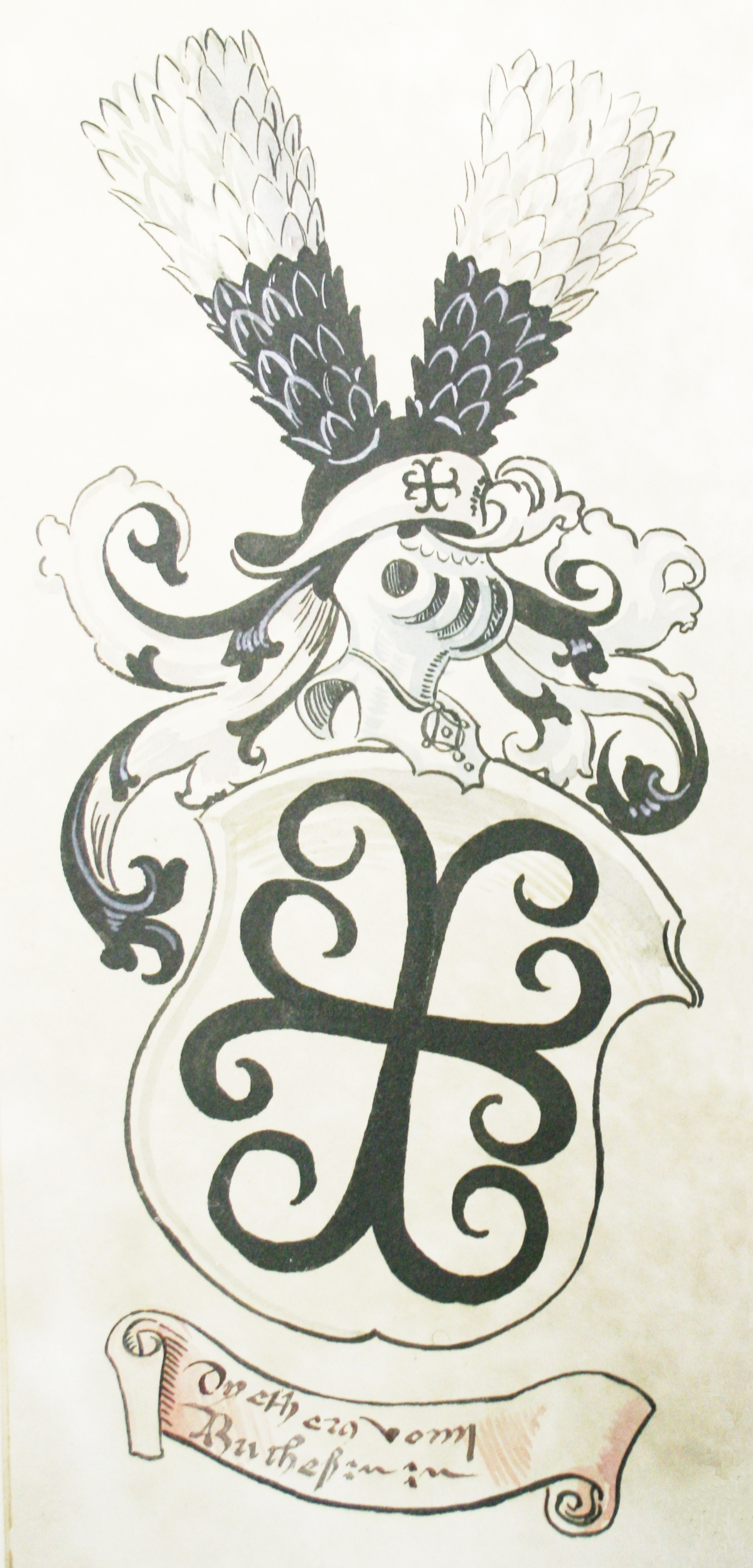
Diether von Buches.
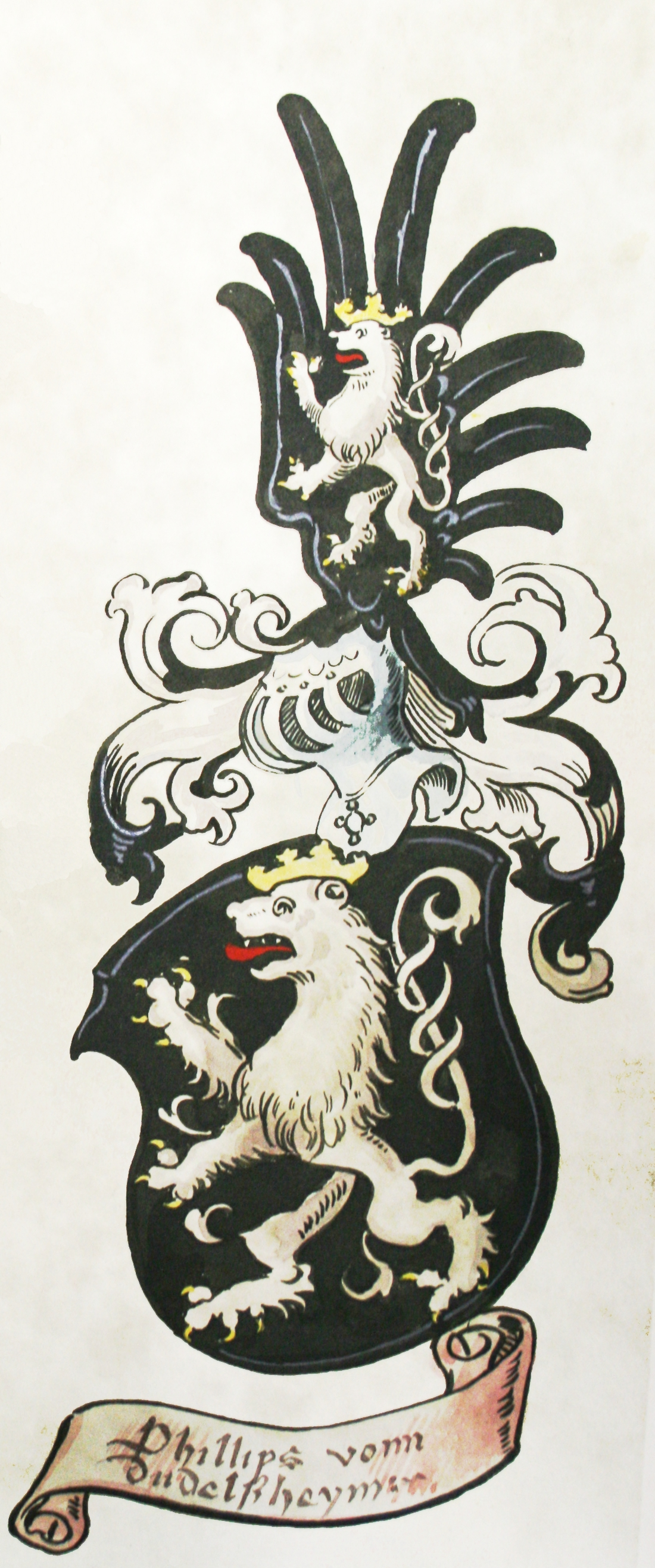
Philipp  von Düdelsheim